# Erzbischof von York

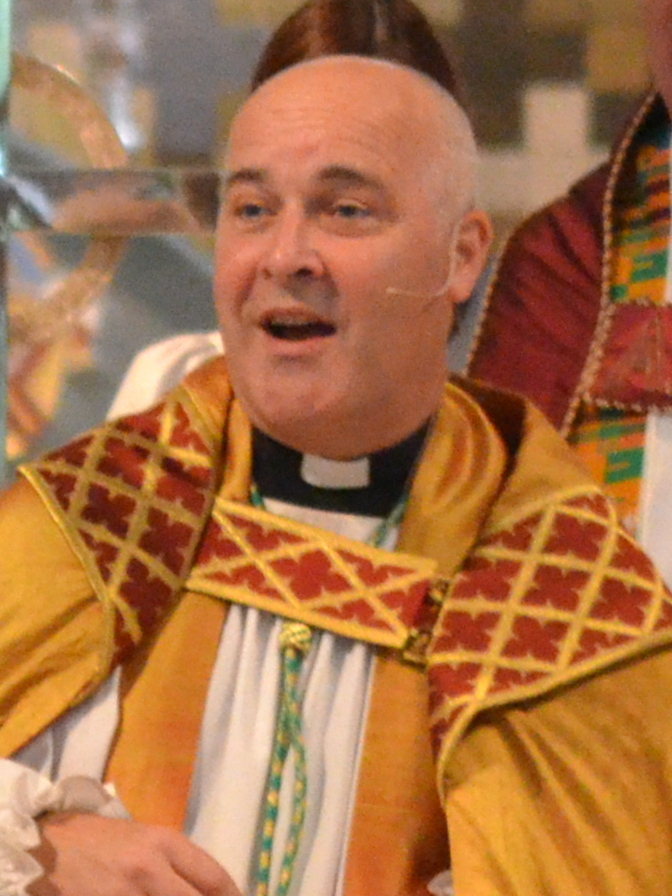
Stephen Cottrell, Erzbischof von York

Wappen des Erzbischofs von York

Der Erzbischof von York, Primas von England, ist der Metropolit der Kirchenprovinz York und der Junior der beiden Erzbischöfe der Church of England nach dem Erzbischof von Canterbury. Seit 2020 ist Stephen Cottrell Erzbischof von York.

## Allgemeines
Sein Bischofssitz ist York Minster im Zentrum von York, seine offizielle Residenz der Palast in Bishopthorpe.
Die Kirchenprovinz York umfasst die 12 Diözesen nördlich der Midlands ebenso wie die Diözese Southwell und Nottingham in Nottinghamshire und die Diözese Sodor und Man (d. h. die Isle of Man).

## Funktionen
Der Erzbischof nimmt verschiedene Aufgaben wahr. Er ist unter anderem:
- Bischof der Diözese von York
- Metropolit der Kirchenprovinz York
- Primas von England (der Erzbischof von Canterbury ist Primas von ganz England)
- als Lordbischof Mitglied des britischen Oberhauses

Der Erzbischof ist per Amt Kanzler der York St John University.

## Geschichte
Seit frühesten christlichen Zeiten gibt es in York einen Bischof. Sie nahmen insbesondere teil am Konzil von Arles (314) und dem ersten Konzil von Nicäa. Später wurden die christlichen Gemeinden von den heidnischen Angelsachsen ausgelöscht. Einen wichtigen Kirchenführer aus York gab es dann erst wieder mit der Weihe des heiligen Wilfrid 664. Seine Nachfolger handelten als Diözesanprälaten bis zu den Zeiten von Egbert von York, der das Pallium, die Ernennung zum Erzbischof, durch Papst Gregor III. 735 erhielt und im Folgenden die Rechte eines Metropoliten im Norden etablierte. Die Bistümer von Canterbury und York kämpften lange um die Vorherrschaft, oft verbunden mit skandalösen Szenen der Uneinigkeit. Im 11. Jahrhundert zum Beispiel, gab es eine Absprache, die bis 1118 hielt, dass der Erzbischof von York in der Kathedrale von Canterbury geweiht werden und dem Erzbischof von Canterbury den Treueid schwören musste. In der Mitte des 14. Jahrhunderts bestätigte Papst Innozenz VI. eine Absprache, dass der Erzbischof von Canterbury mit dem Titel eines Primas von ganz England Vorrang haben sollte, der Erzbischof von York sich mit dem Titel Primas von England bescheiden musste.

Bis 1559 gehörten die Erzbischof von York der römisch-katholischen Kirche an, danach der Church of England. Der letzte römisch-katholische Erzbischof, der vom Papst ernannt wurde, war Nicholas Heath. Einige der Erzbischöfe von York waren Lord Chancellor (Lordkanzler) und spielten somit eine bedeutende Rolle in der englischen Politik. Peter Heylyn (1600–1662) schrieb dazu:

„Dieses Bistum hat der Kirche acht Heilige gewonnen, der römischen Kirche drei Kardinäle, dem englischen Reich zwölf Lordkanzler und zwei Lord Treasurers sowie zwei Lord Presidents für den Norden Englands.“

Walter de Gray erwarb York Place in London, das nach dem Sturz von Thomas Wolsey zum Whitehall-Palast wurde.